# Élections législatives de 1876 en Algérie française
Les élections législatives de 1876 ont eu lieu les 20 février et 5 mars 1876.

## Résultats globaux
| Partis         | Partis              | Premier tour | Premier tour | Sièges |
| Partis         | Partis              | Voix         | %            | Sièges |
| -------------- | ------------------- | ------------ | ------------ | ------ |
|                | Gauche républicaine | 11 406       | 58,23        | 2      |
|                | Union républicaine  | 5 638        | 28,78        | 1      |
|                | Extrême gauche      | 2 544        | 12,99        | 0      |
|                |                     |              |              |        |
| Inscrits       | Inscrits            | 36 573       | 100,00       | 3      |
| Votants        | Votants             | 20 951       | 57,29        |        |
| Abstentions    | Abstentions         | 15 622       | 42,71        |        |
| Blancs et nuls | Blancs et nuls      | 1 363        | 6,51         |        |
| Exprimés       | Exprimés            | 19 588       | 93,49        |        |

## Résultats par circonscription

### Circonscription d'Alger
| Candidat       | Candidat        | Parti               | Premier tour | Premier tour |
| Candidat       | Candidat        | Parti               | Voix         | %            |
| -------------- | --------------- | ------------------- | ------------ | ------------ |
|                | François Gastu  | Gauche républicaine | 5 822        | 65,48        |
|                | César Bertholon | Extrême gauche      | 2 544        | 28,61        |
|                | Pages           | Gauche républicaine | 525          | 5,90         |
|                |                 |                     |              |              |
| Inscrits       | Inscrits        | Inscrits            | 15 560       | 100,00       |
| Votants        | Votants         | Votants             | 9 300        | 59,77        |
| Abstention     | Abstention      | Abstention          | 6 260        | 40,23        |
| Blancs et nuls | Blancs et nuls  | Blancs et nuls      | 409          | 4,40         |
| Exprimés       | Exprimés        | Exprimés            | 8 891        | 95,60        |

### Circonscription de Constantine
| Candidat       | Candidat       | Parti               | Premier tour | Premier tour |
| Candidat       | Candidat       | Parti               | Voix         | %            |
| -------------- | -------------- | ------------------- | ------------ | ------------ |
|                | Alexis Lambert | Gauche républicaine | 4 875        | 100,00       |
|                |                |                     |              |              |
| Inscrits       | Inscrits       | Inscrits            | 9 866        | 100,00       |
| Votants        | Votants        | Votants             | 5 406        | 54,79        |
| Abstention     | Abstention     | Abstention          | 4 460        | 45,21        |
| Blancs et nuls | Blancs et nuls | Blancs et nuls      | 531          | 9,82         |
| Exprimés       | Exprimés       | Exprimés            | 4 875        | 90,18        |

#### Élection partielle
Alexis Lambert, élu sans opposition en 1876 décède le 30 janvier 1877. Une élection partielle est donc organisée les 8 et 22 avril.
| Candidat       | Candidat           | Parti                    | Premier tour | Premier tour | Second tour | Second tour |
| Candidat       | Candidat           | Parti                    | Voix         | %            | Voix        | %           |
| -------------- | ------------------ | ------------------------ | ------------ | ------------ | ----------- | ----------- |
|                | Gaston Thomson     | Union républicaine       | 2 260        | 29,15        | 2 963       | 36,37       |
|                | Alcide Treille     | Union républicaine       | 1 771        | 22,84        | 2 530       | 31,05       |
|                | William Fawtier    | Extrême gauche           | 1 334        | 17,21        | 2 654       | 32,58       |
|                | Dominique Forcioli | Extrême gauche           | 1 122        | 14,47        |             |             |
|                | Charles du Bouzet  | Républicain conservateur | 1 029        | 13,3         |             |             |
|                | Autres             |                          | 237          | 3,06         |             |             |
|                |                    |                          |              |              |             |             |
| Inscrits       | Inscrits           | Inscrits                 | 11 784       | 100,00       | 12 830      | 100,00      |
| Votants        | Votants            | Votants                  | 7 864        | 66,73        | 8 330       | 64,93       |
| Abstention     | Abstention         | Abstention               | 3 920        | 33,27        | 4 500       | 35,07       |
| Blancs et nuls | Blancs et nuls     | Blancs et nuls           | 111          | 1,41         | 183         | 2,20        |
| Exprimés       | Exprimés           | Exprimés                 | 7 753        | 98,59        | 8 147       | 97,80       |

### Circonscription d'Oran
| Candidat       | Candidat       | Parti               | Premier tour | Premier tour |
| Candidat       | Candidat       | Parti               | Voix         | %            |
| -------------- | -------------- | ------------------- | ------------ | ------------ |
|                | Rémy Jacques   | Union républicaine  | 5 638        | 96,84        |
|                | Debrousse      | Gauche républicaine | 184          | 3,16         |
|                |                |                     |              |              |
| Inscrits       | Inscrits       | Inscrits            | 11 147       | 100,00       |
| Votants        | Votants        | Votants             | 6 245        | 56,02        |
| Abstention     | Abstention     | Abstention          | 4 902        | 43,98        |
| Blancs et nuls | Blancs et nuls | Blancs et nuls      | 423          | 6,77         |
| Exprimés       | Exprimés       | Exprimés            | 5 822        | 93,23        |

## Sources
1. 1 2 3 4 5 6  « Le Temps », sur Gallica, 22 février 1876 (consulté le 16 avril 2021)
2. ↑  « François, Joseph Gastu - Base de données des députés français depuis 1789 - Assemblée nationale », sur www2.assemblee-nationale.fr (consulté le 22 mai 2021)
3. ↑  « Alexis Lambert - Base de données des députés français depuis 1789 - Assemblée nationale », sur www2.assemblee-nationale.fr (consulté le 22 mai 2021)
4. ↑  « Rémy Jacques - Base de données des députés français depuis 1789 - Assemblée nationale », sur www2.assemblee-nationale.fr (consulté le 22 mai 2021)